# Theresa Fitzpatrick
Theresa Matauaina Fitzpatrick (Auckland, 25 februari 1995) is een Nieuw-Zeelands rugbyspeler.

## Carrière
Fitzpatrick won met de ploeg van Nieuw-Zeeland tijdens de Olympische Zomerspelen 2016 de Olympische zilveren medaille. Vijf jaar later in Tokio werd Fitzpatrick olympisch kampioen.
In 2018 werd zij samen met haar ploeggenoten in San Francisco wereldkampioen Rugby Seven.
Met het Nieuw-Zeelandse vijftiental werd zij in 2017 wereldkampioene.

## Erelijst

### Rugby Seven
- Olympische Zomerspelen:  2016
- Gemenebestspelen  2018
- Wereldkampioenschap  2018
- Olympische Zomerspelen:  2021

### Rugby Union
- Wereldkampioenschap  2017